# Focused Ion Beam

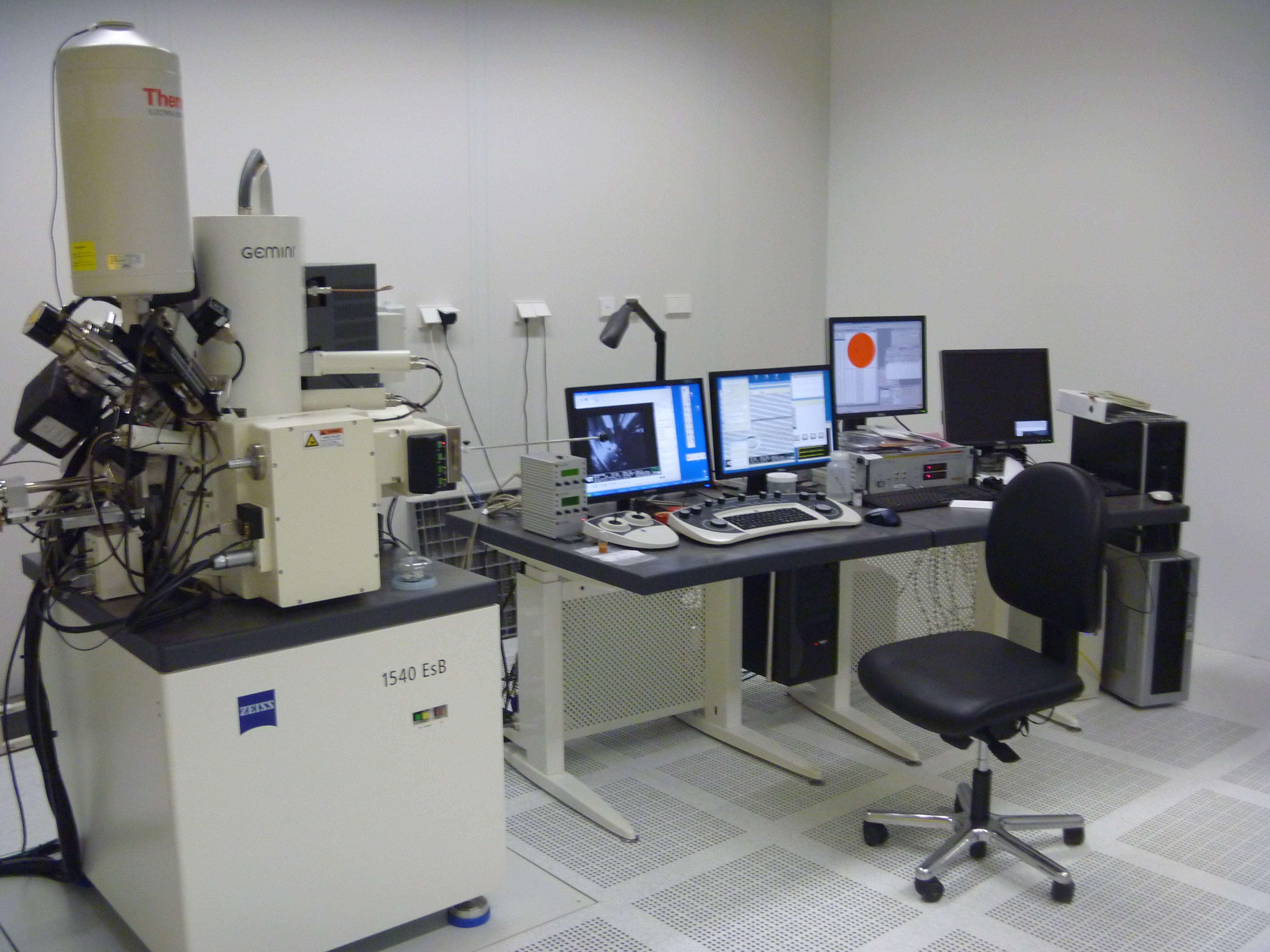
FIB-Arbeitsplatz

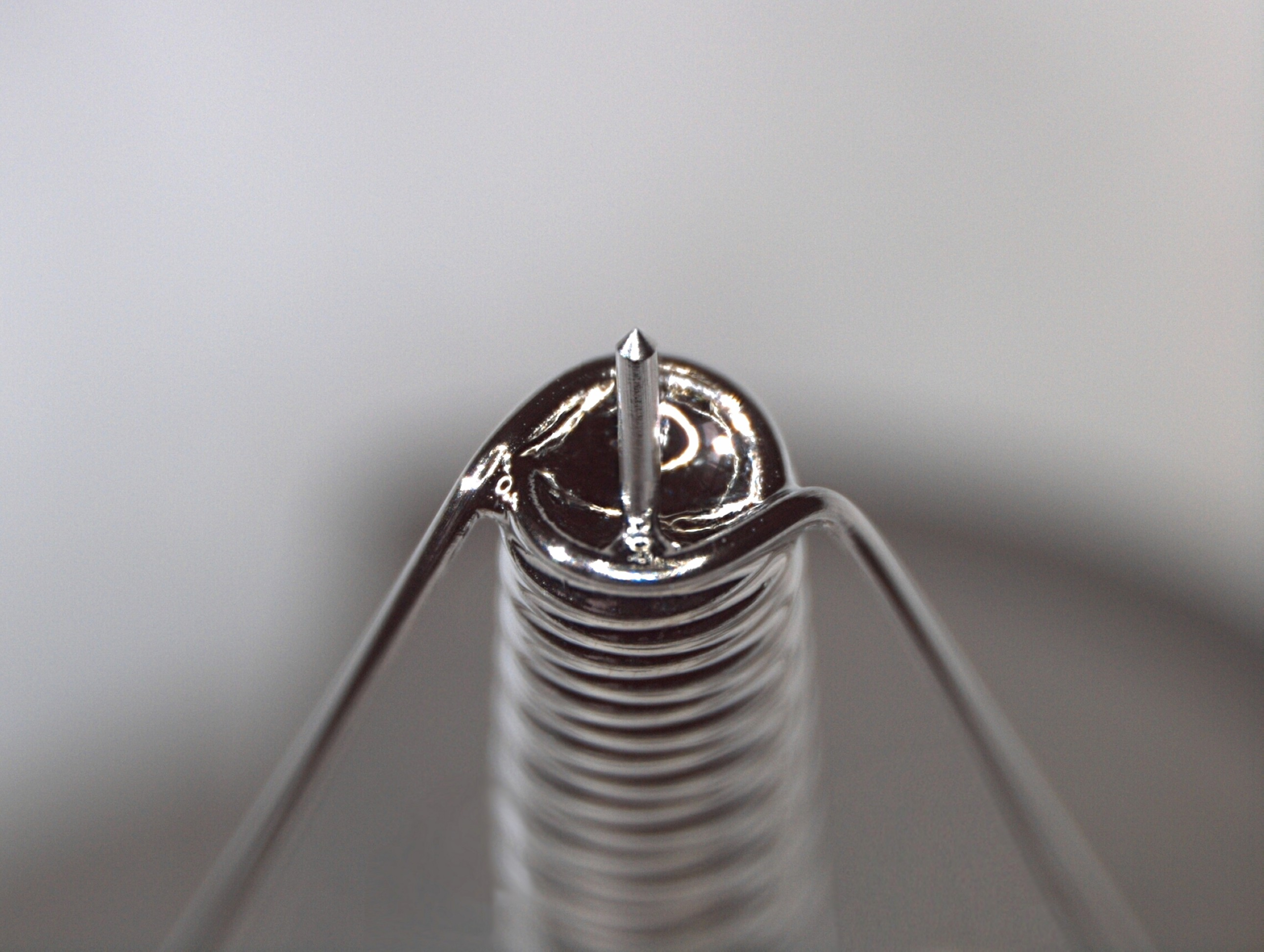
Frische Gallium-Quelle

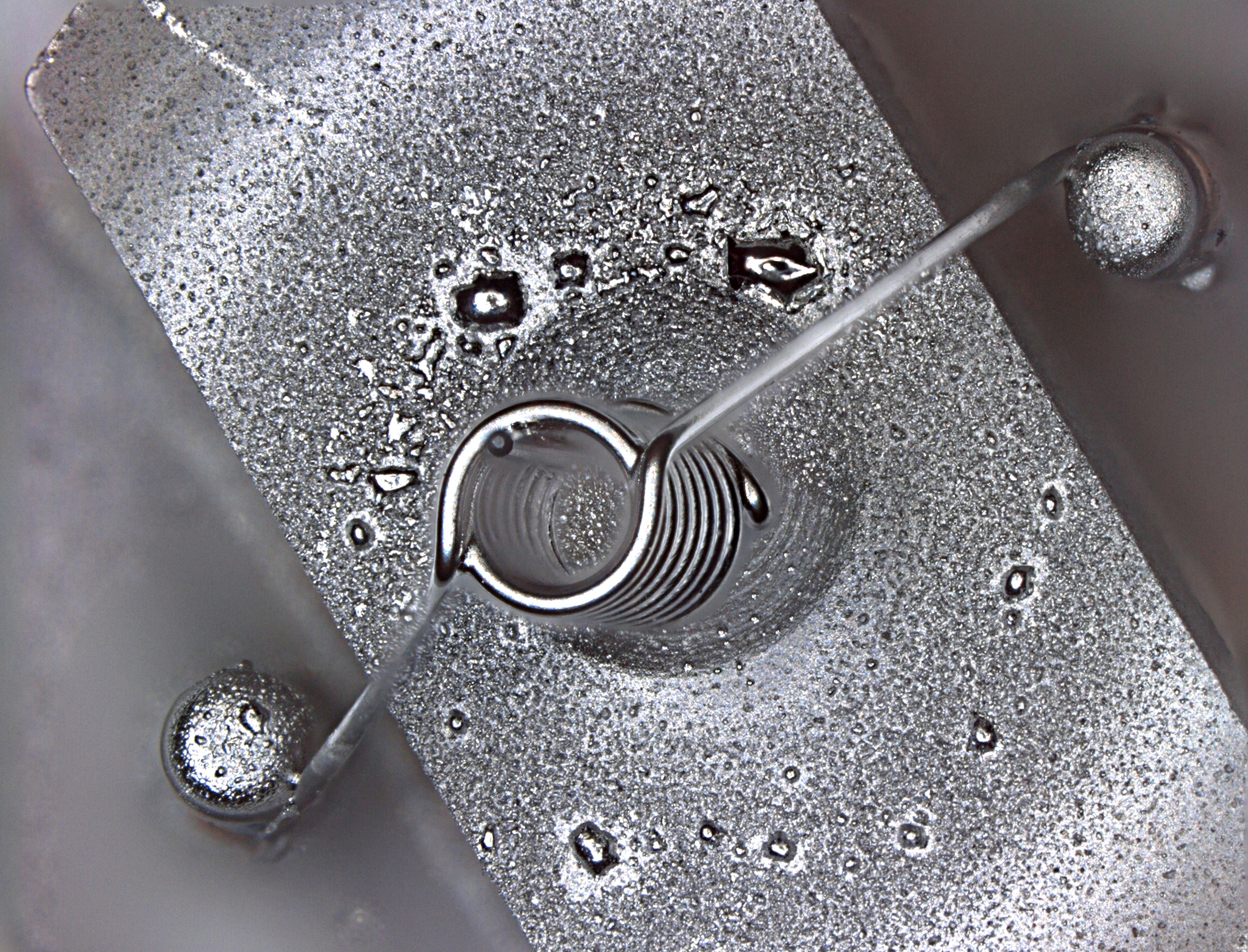
Verbrauchte Gallium-Quelle

Ein Focused Ion Beam (Abk.: FIB; englisch für „fokussierter Ionenstrahl“, deutsch auch Ionenfeinstrahlanlage) ist ein Mittel zur Oberflächenanalyse und -bearbeitung. Steht der Materialabtrag im Vordergrund, heißt das Verfahren auch Ionendünnung. Wenn die Abtastung der Oberfläche des zu untersuchenden Objekts durch den Ionenstrahl primär als bildgebendes Verfahren eingesetzt wird, dann spricht man auch von einem Focused-Ion-Beam-Mikroskop.

## Arbeitsprinzip
Das Arbeitsprinzip des FIB ist ähnlich wie beim Rasterelektronenmikroskop (REM). An Stelle der Elektronen werden Ionen, meist Gallium oder Helium, genutzt. Der Ionenstrahl wird analog dem REM mit Hilfe elektrostatischer und magnetischer Linsen in einem Punkt fokussiert und zeilenweise über die Oberflächen geführt. Dabei treten Sekundärelektronen aus der Oberfläche aus, die detektiert werden und eine Abbildung der Oberfläche ermöglichen. Daneben kann auch die Intensität des durch die Probe durchgehenden Strahles und des von der Probe reflektierten Strahles gemessen werden.
Die Ionen werden typischerweise mit Spannungen von 2 bis 50 kV beschleunigt. Der Strahlstrom im FIB kann durch unterschiedlich große Blenden geregelt werden (typisch 1 pA bis zu 1,3 µA). Dabei werden große Stromstärken für den „groben“ Materialabtrag genutzt, kleine Ströme aufgrund der besseren Auflösung zum Feinpolieren und zur Abbildung.
Zum Einsatz kommt häufig Gallium wegen der guten Erzeugbarkeit der Ionen mittels einer Flüssigmetall-Ionen-Quelle (englisch liquid metal ion source, LMIS). Gallium wird mittels einer Wolframnadel bis zum Schmelzpunkt erhitzt und in einem Feldemissionsprozess der Ionenstrahl gewonnen. Sogenannte Plasma-FIBs, die mit Xenon-Ionen arbeiten, erreichen sehr hohe Strahlströme von 1,3 µA. Daneben sind auch Helium oder Neon üblich.
Theoretisch kann mit einem Focused-Ion-Beam-Mikroskop aufgrund der kleineren De-Broglie-Wellenlänge der Ionen eine feinere Auflösung als bei Verwendung von Elektronen erreicht werden. In der Realität ist die Auflösung von REM und FIB aber durch den Wechselwirkungsbereich mit der Probe und die durch Linsenfehler beschränkte Fokussierbarkeit des Strahls limitiert. Das höhere Auflösungsvermögen des Helium-Ionen-Mikroskops ist nicht direkt durch die kleinere Wellenlänge zu erklären, da selbst die Wellenlänge der Elektronen (bei 10 kV ist diese 12 pm) schon sehr viel kleiner als die erreichbaren Auflösungen (~1 nm) ist. FIBs mit Gallium, die vorrangig zum Materialabtrag und damit für hohe Maximalströme (z. B. 60 nA) konzipiert sind, erreichen selbst bei kleinsten Blenden (1 pA) „nur“ Auflösungen von ca. 5–10 nm.

## Wechselwirkungen des Ionenstrahls

### Wechselwirkung mit der (Proben-)Oberfläche

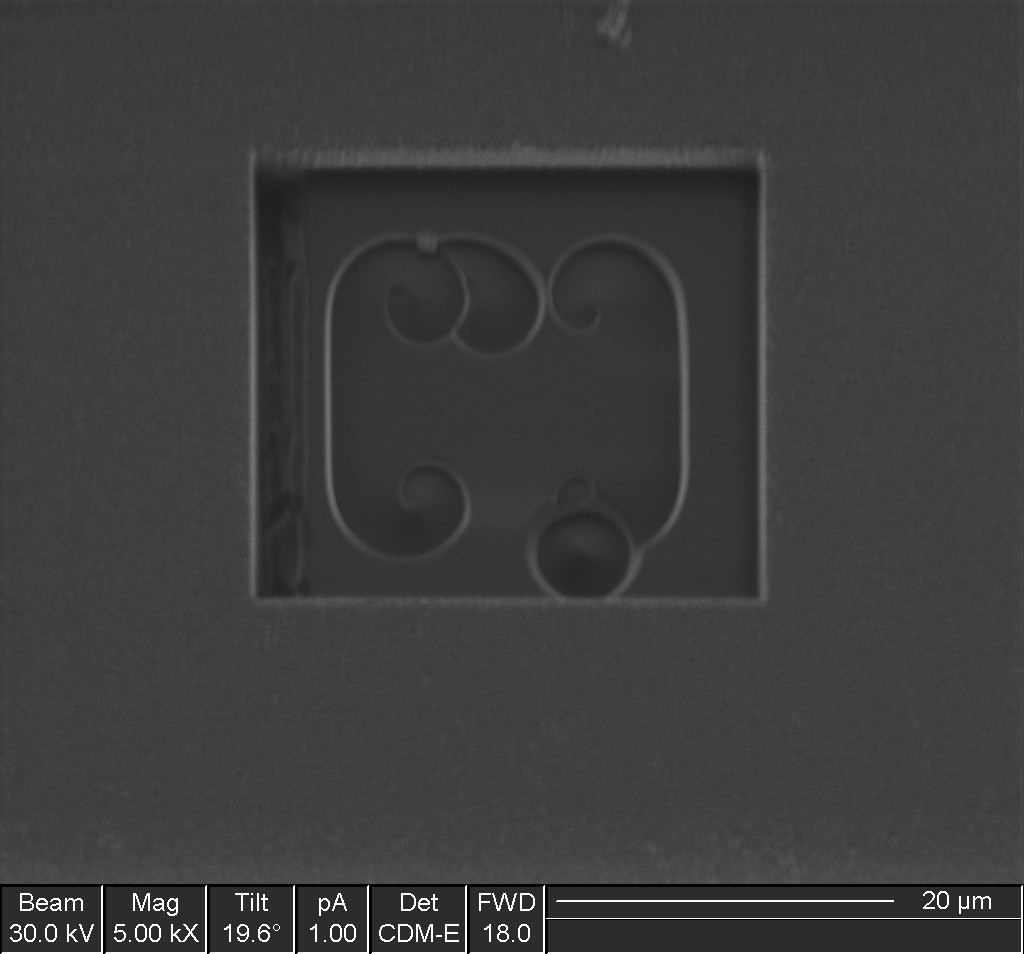
Foto einer Abtragstruktur, erzeugt durch FIB-Behandlung (Gallium) eines Magnesium-Einkristalls

Aufgrund der höheren Masse der Ionen (im Vergleich zu Elektronen) ist die Wechselwirkung des Ionenstrahls mit der Oberfläche deutlich stärker, da nach den Gesetzen des elastischen Stoßes viel mehr Energie auf die Oberflächenatome übertragen wird. Dies wird durch die Verwendung leichter Ionen wie Helium minimiert oder (bei Gallium beispielsweise) gezielt eingesetzt, um Materialien im Nanometermaßstab zu bearbeiten. Es kommt dann zu weiteren Oberflächenprozessen, wie der Einlagerung primärer Ionen und zur Amorphisierung der Oberfläche.
Weiterhin können sich, analog zu Kristall-Wachstumsstrukturen, sogenannte Abbaustrukturen bilden. So werden beispielsweise Ketten von Schraubenversetzungen als Spiralen sichtbar.

### Wechselwirkung mit Prozessgasen
Werden Prozessgase über die Probe geleitet, z. B. der organische Platinkomplex MeCpPtMe3, können auch Strukturen aufgebaut werden. Dabei werden die an der Oberfläche adsorbierten Prozessgase durch den Ionenstrahl in einen nichtflüchtigen Teil (im Beispiel hier Platin) und einen flüchtigen Anteil aufgespalten. Das Platin wird somit nur an Stellen, über die der Strahl rastert, abgeschieden, da sich das Prozessgas ohne den Energieeintrag des Strahls nicht spaltet und wieder verflüchtigt. Neben Platin scheidet sich außerdem Kohlenstoff auf der Oberfläche ab, welcher den Liganden des organischen Platinkomplexes entstammt. Der Kohlenstoffanteil in der aufwachsenden Schicht beträgt bis zu 40 Prozent. Mit Hilfe der zusätzlichen Einleitung von Wasser kann durch die Reaktion zwischen dem Sauerstoff des Wassers mit dem Kohlenstoff der Kohlenstoffanteil in der Schicht verringert werden. Es können auch noch Wolfram, reiner Kohlenstoff, Siliziumdioxid und viele andere Materialien abgeschieden werden.
Andere Prozessgase, wie zum Beispiel Wasser, Iod oder Xenondifluorid erhöhen die Ätzselektivität und erlauben ein selektives Ätzen oder einen besseren Abtrag der Materialien, da die Redeposition (Wiederablagerung) verhindert wird. Mit Iod kann Aluminium und mit Xenondifluorid Siliziumoxid geätzt werden. Wasser wird zum Beschleunigen des Abtrags von Kohlenstoff eingesetzt. Die Reaktion zwischen dem Sauerstoff des Wassers und dem Kohlenstoff bedingt die Bildung von Kohlendioxid, welches abgesaugt wird.

## Anwendungen
Anwendung findet die FIB-Technologie in der Halbleiterindustrie, hauptsächlich zur Fehleranalyse, und in der Forschung. Dort werden Proben für weitere Untersuchungen vorbereitet (z. B. für die Untersuchungen mittels Transmissionselektronenmikroskop, TEM) oder Strukturen hergestellt, die weiter untersucht werden können. Die Möglichkeit, Querschnitte in Materialien herzustellen und dabei extrem geringe mechanische oder thermische Störungen zu erzeugen, ermöglicht es, empfindliche Schichten in der Materialforschung besser beurteilen zu können.
Weiterhin kann die manipulative Wirkung eines Ionenstrahls gezielt zur Ionenimplantation z. B. in Halbleiterstrukturen genutzt werden. Eine konkrete Anwendung ist die Strukturierung von Rückkopplungsgittern auf Laserdioden durch gerasterte Implantation von Dotierstoffen.

## Cross Beam bzw. Dual Beam
Wird eine FIB-Anlage mit einem Elektronenmikroskop kombiniert, erhält man eine „dual beam“ (Zweistrahl-) oder „cross beam“ Anlage (mit gekreuzten Strahlen), die das gleichzeitige Beobachten und Bearbeiten von Materialien ermöglicht. Hiermit ist es möglich, zielgenau Defekte (z. B. in einzelnen Transistoren von ICs) oder interessante Punkte an einer Probe zu präparieren.